# Katarína Neveďalová
Katarína Neveďalová, née le 10 novembre 1982 à Nitra, est une femme politique slovaque, membre du parti SMER – social-démocratie.
Elle est députée européenne  de 2009 à 2014 puis à partir du 30 décembre 2022, remplaçant Miroslav Číž après son décès intervenu le 29 décembre.